# Xavier Crawford
Xavier Crawford (Pittsburg, 10 dicembre 1995) è un giocatore di football americano statunitense che milita nel ruolo di cornerback per i Seattle Seahawks della National Football League (NFL).

## Carriera

### Houston Texans
Crawford fu scelto dagli Houston Texans nel corso del sesto giro (195º assoluto) del Draft NFL 2019. Fu svincolato il 26 ottobre 2019 dopo avere disputato 4 partite.

### Miami Dolphins
Il 28 ottobre 2019, Crawford firmò con i Miami Dolphins. Fu svincolato il 30 novembre 2019, rifirmando in seguito con la squadra di allenamento. Fu svincolato definitivamente il 5 dicembre 2019.

### Chicago Bears
Il 9 novembre 2019, Crawford firmò con la squadra di allenamento dei Chicago Bears. La sua stagione da rookie si chiuse con 5 presenze, nessuna delle quali con i Bears.